# Châteauneuf-Val-Saint-Donat

Châteauneuf-Val-Saint-Donat este o comună în departamentul Alpes-de-Haute-Provence din sud-estul Franței. În 1 ianuarie 2022 avea o populație de 529 de locuitori.